# چانتیمل
چانتیمل (به لاتین: Chantimelle) یک منطقهٔ مسکونی در گرنادا است که در Saint Patrick Parish, Grenada واقع شده‌است. چانتیمل ۱۷۴ متر بالاتر از سطح دریا واقع شده‌است.